# Paul Enquist
Paul Enquist, född den 13 december 1955 i Seattle, Washington, är en amerikansk roddare.
Han tog OS-guld i dubbelsculler i samband med de olympiska roddtävlingarna 1984 i Los Angeles.